# 乾坤院

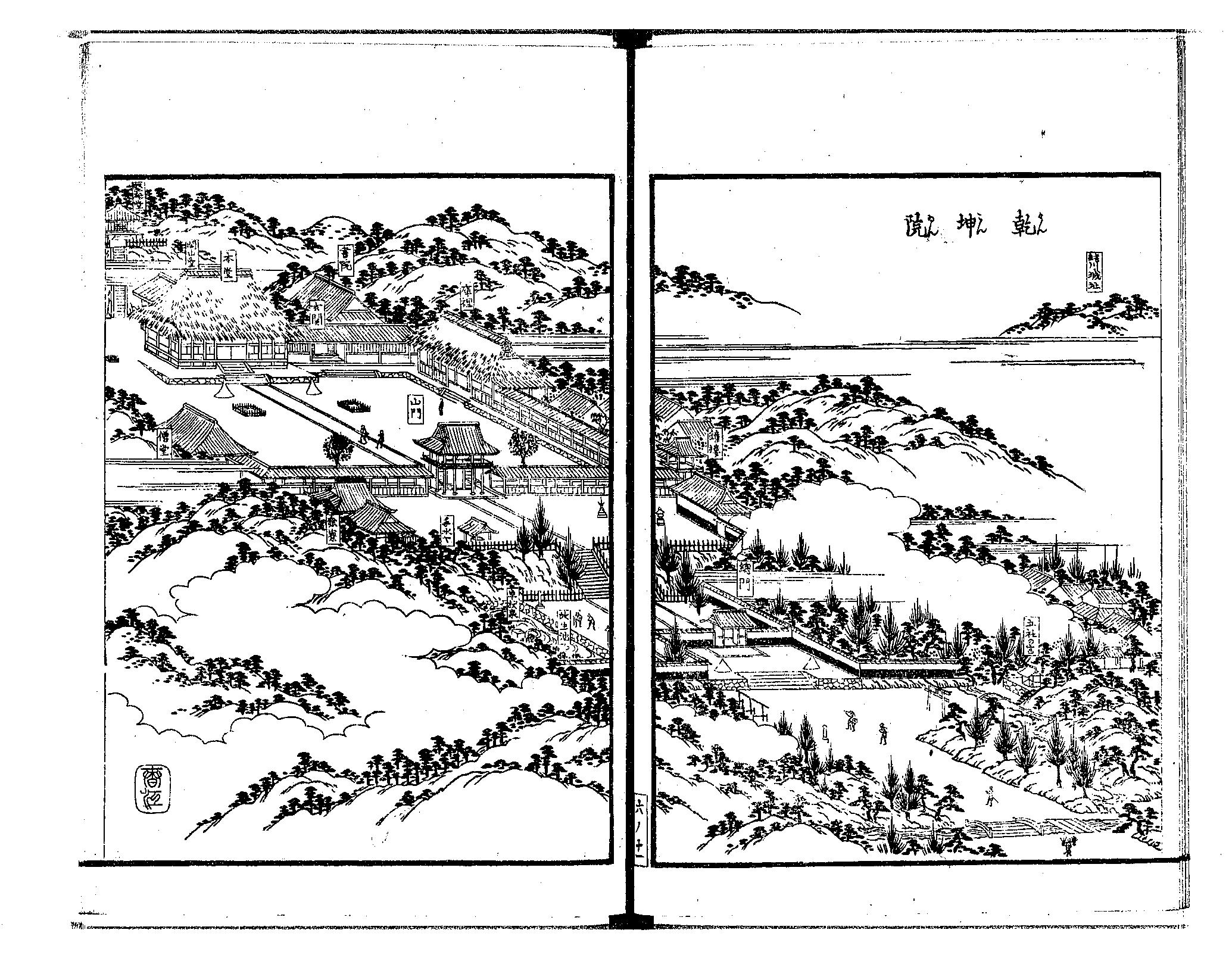
かつての乾坤院の様子（『尾張名所図会. 前編 巻6 知多郡』より「乾坤院」）

乾坤院（けんこんいん）は、愛知県知多郡東浦町にある曹洞宗の寺院。寺格は中本山別格地。山号は宇宙山（うちゅうざん）。

## 歴史
室町時代中期の文明7年（1475年）、緒川城初代城主水野貞守によって水野家の菩提寺として建立された。徳川家康の生母である伝通院が4代水野忠政の娘であり、同寺でも供養されている事から、江戸時代には尾張徳川家の庇護を受けた。

### 火災
2016年（平成28年）3月4日に火災が発生し、本堂、座禅堂、堅雄堂が全焼。人的被害はなかったものの、町文化財5点のうち3点において、被害を受けた。なお、当寺院が保有する愛知県指定有形文化財については名古屋市博物館に預けてあったため、被害を免れている。
2019年（令和元年）5月11日に本堂の再建工事が完了し、落慶式が行われた。

### 寺号の由来
乾坤とは八卦で言う所の西北と南西の方位を表し、緒川城から見て西方（乾と坤の間）に造られた事からその名が付けられたと伝えられている。また、乾坤が「天と地」をも意味することから、山号を「宇宙山」としたと由来される。

### 開山
貞守は親交のあった逆翁宗順を乾坤院の開山に迎えたが、逆翁は自らの師であり漢学者としても知られた川僧慧済を勧請開山として自らは二世となった。川僧は開山の2か月後に没し、実際には乾坤院に来ることはなかった。

### 宇宙稲荷大明神

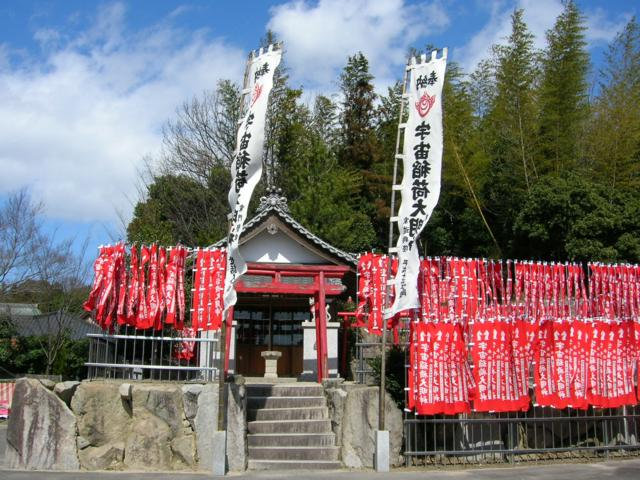
宇宙稲荷大明神

明応年間、出陣時の必勝祈願のために、伏見から緒川城内へと勧請された稲荷神で、現在は乾坤院のすぐ隣に位置している。なお、知多民話「狐の嫁入り」の発祥の元となったとも伝わる。

## 文化財

### 愛知県指定有形文化財
- 絹本著色弁財天像[2]
- 絹本著色諸尊集会図[2]
- 正法眼蔵写本[2]

### 東浦町指定有形文化財
- 山門[2]
- 総門[2]：総門は緒川城が廃城となった後に移築された、現存する唯一の遺構であると伝えられている。

### 東浦町指定史跡
- 水野家四代の墓所[2]

## ギャラリー

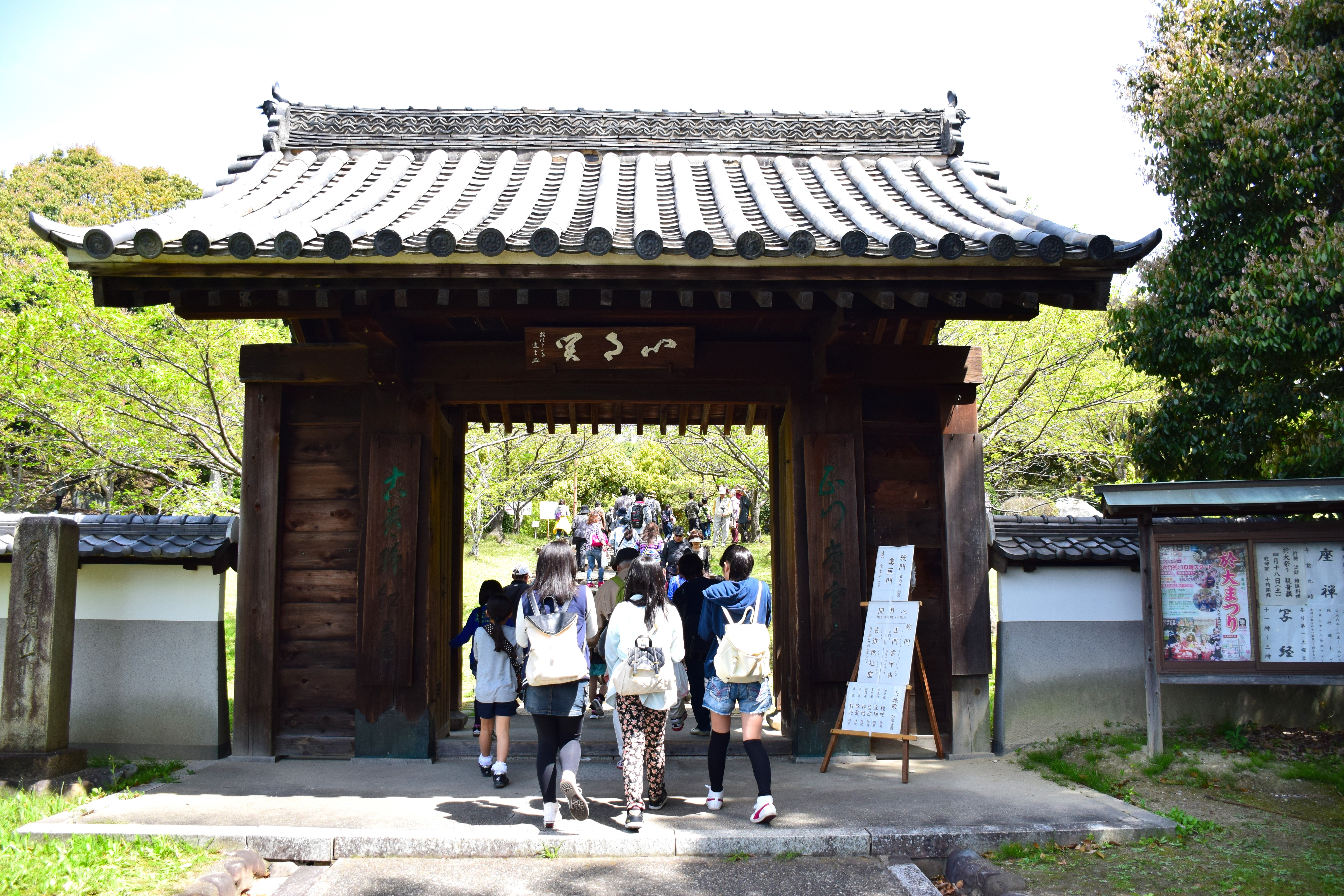
総門
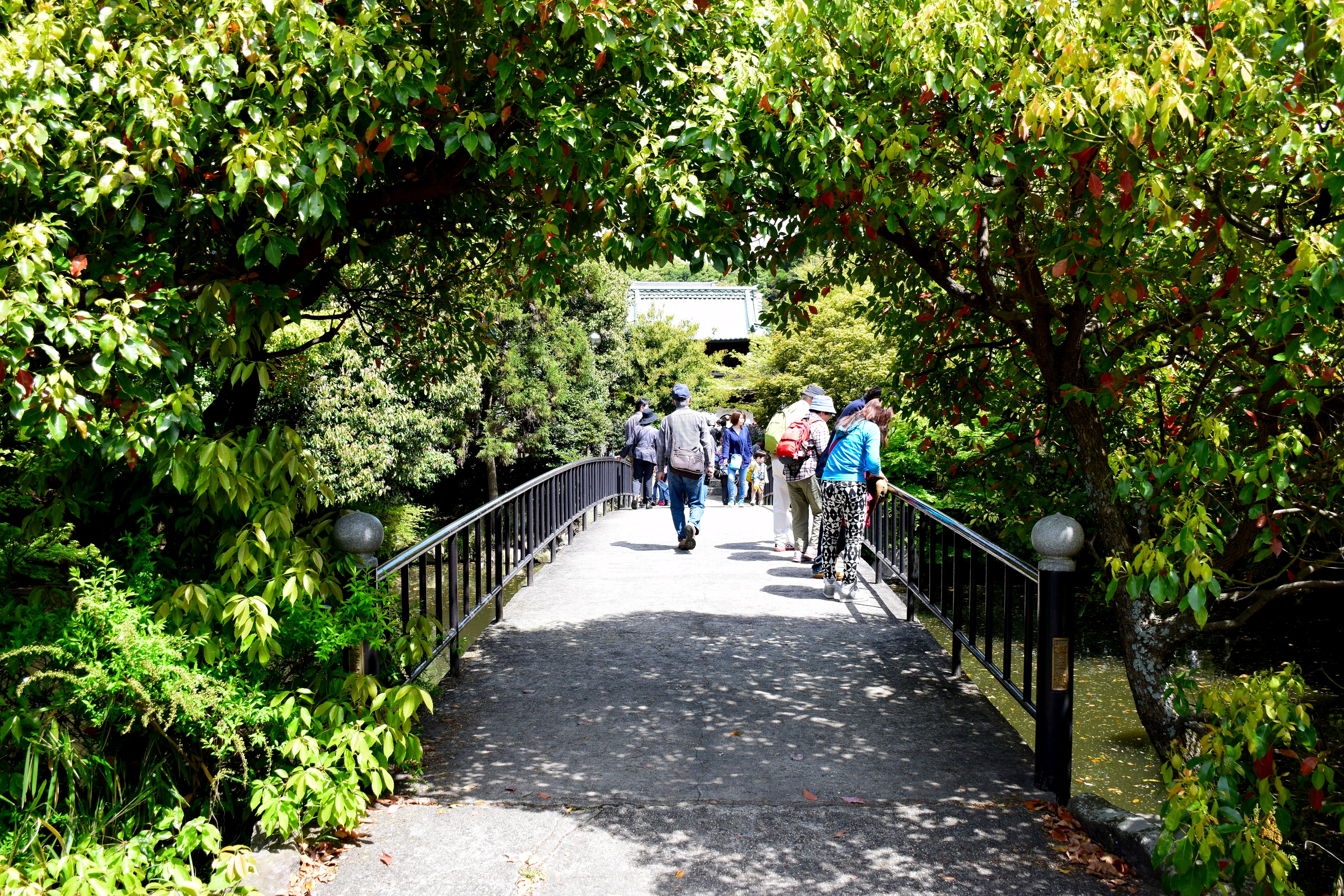
山門前
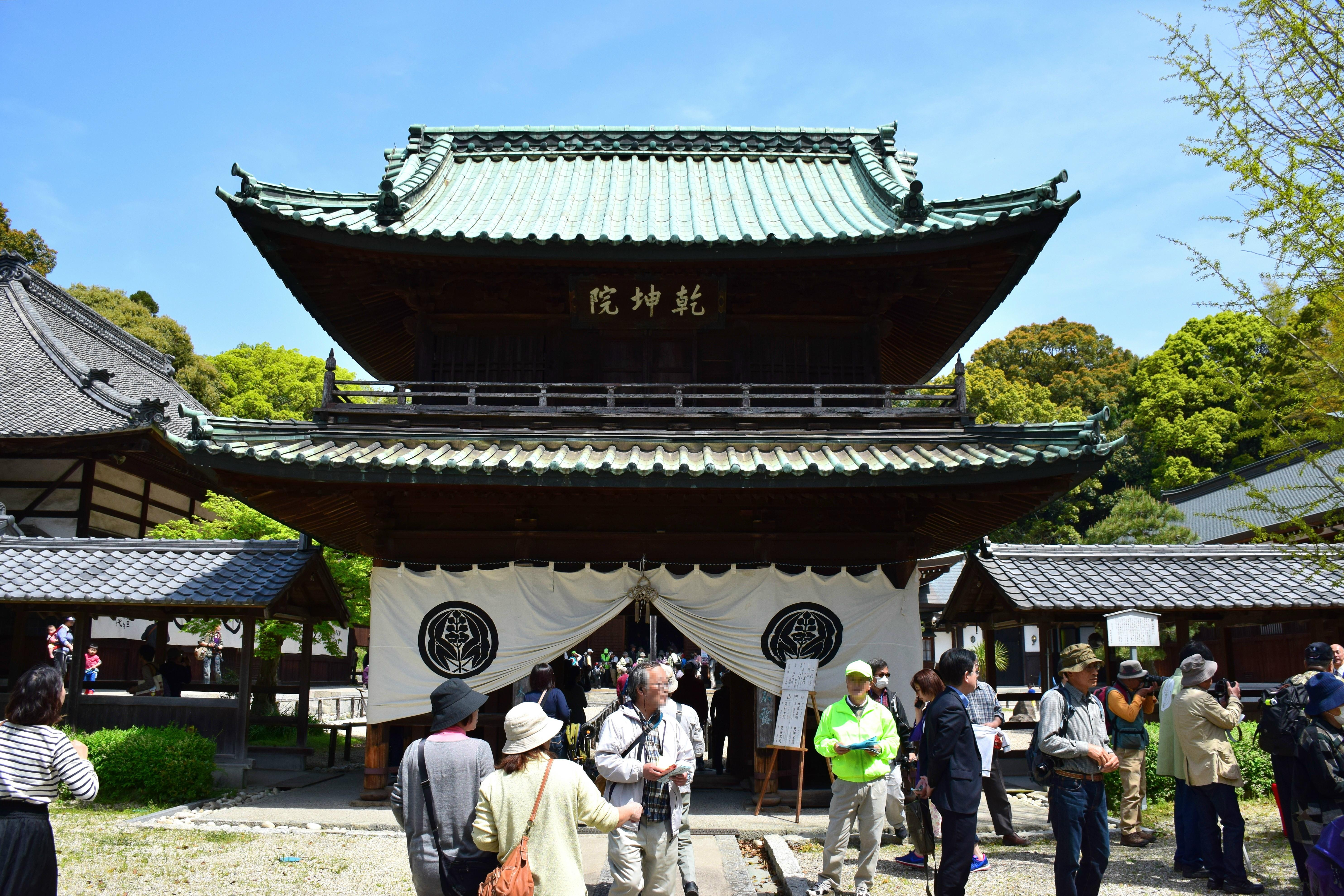
山門
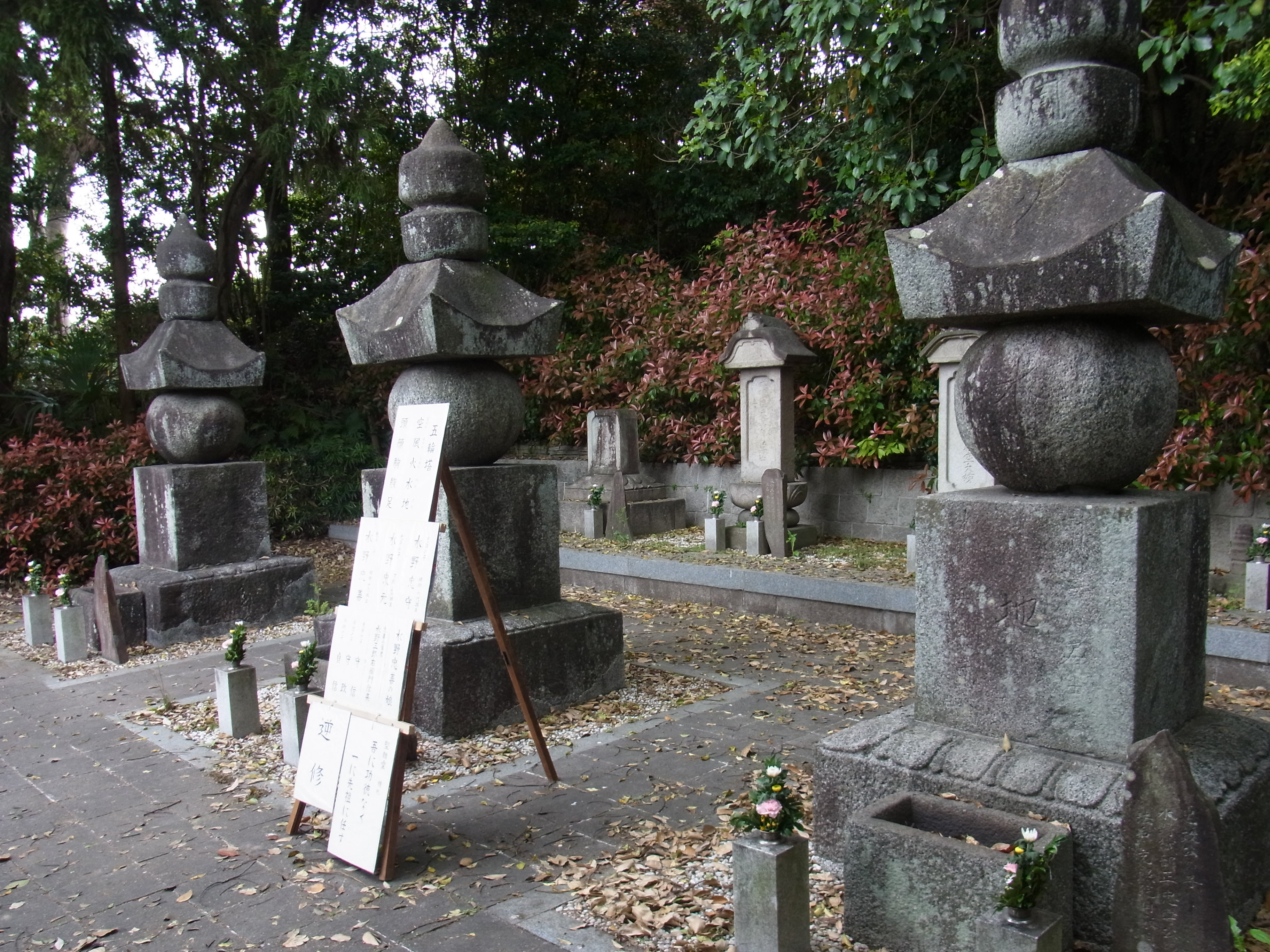
水野氏四代の墓所
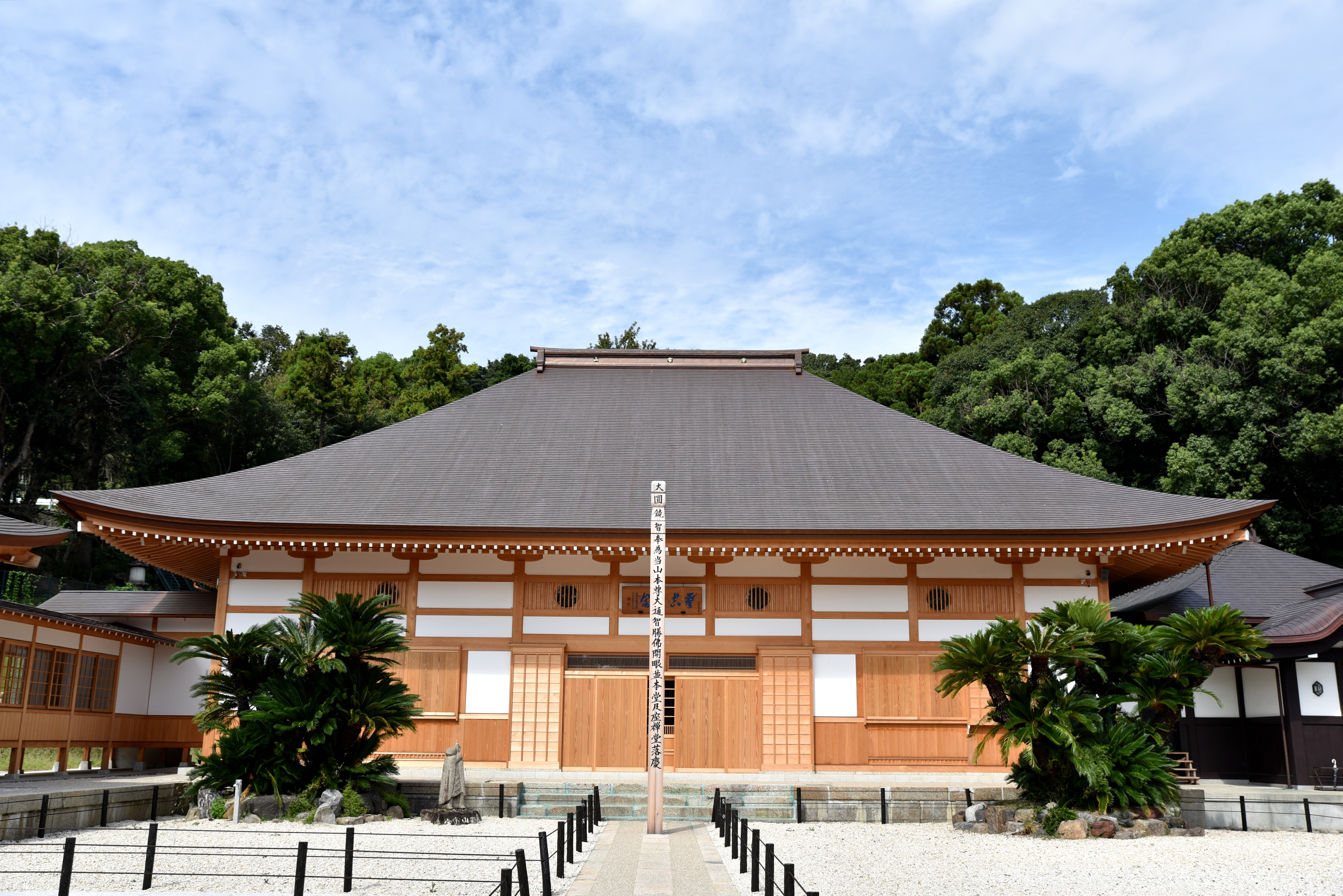
再建された本堂

## 交通手段
- JR武豊線 緒川駅から徒歩で約15分。
- 知多半島道路・東浦知多ICから車で約5分。